# Louis Victor Aclocque de Saint-André
Louis Victor Aclocque de Saint-André (Parigi, 1811 – ...) è stato un pittore francese.

## Biografia
Dopo gli studi sotto i fratelli Eugène e Achille Devéria, viaggiò in Italia dove si specializzò come pittore di genere e di scene storiche. Espose ai Salon del 1844 e del 1861.